# Sabella hospita
Sabella hospita är en ringmaskart som beskrevs av Williams 1859. Sabella hospita ingår i släktet Sabella och familjen Sabellidae. Inga underarter finns listade i Catalogue of Life.